# VfB Herzberg 68
Der VfB Herzberg 68 ist ein 1907 gegründeter, deutscher Sportverein mit Sitz in der brandenburgischen Stadt Herzberg im Landkreis Elbe-Elster.

## Geschichte

### Anfangszeit
Der Verein wurde am 11. Mai 1907 als Viktoria Herzberg gegründet. Die ersten Vereinsmitglieder waren auswärtige Arbeiter, die für die lokale Möbelfabrik tätig waren. Nachdem die Mannschaft im Herbst desselben Jahres aber dadurch, dass fünf Mitglieder zum Militärdienst eingezogen wurden, nicht mehr wirklich spielfähig war. Der Spielbetrieb ruhte erst einmal eine Zeit lang. Bei der Gewinnung von neuen Mitgliedern kam dann dem Verein Richard Schollbach zugute, welcher vom Berliner „Verein für Bewegungsspiele“ kam. Daraufhin kamen die Mitglieder dann auch überein den Verein zukünftig VfB Herzberg zu nennen. Um den spielerische Qualität noch weiter anzuheben, besorgte sich der Verein zudem noch Gastspieler aus dem in Cottbus beheimateten Britannia 98. Am 20. Mai 1909 kam dann mit dem Verein aus dem benachbarten Jessen ein erstes Freundschaftsspiel zustande, das Spiel wurde mit 11:0 verloren. Danach wurden auch mit weiteren Vereinen aus den Nachbarorten Beziehungen aufgenommen und somit immer wieder Spiele ausgetragen. Nach mehreren Wechseln des Sportplatzes konnte man schließlich am 12. Juni 1910 einen neuen Platz auf dem Gebiet einiger Exerzierplatzteile eröffnen. Das Eröffnungsspiel wurde gegen den FC Alemannia Jessen mit 2:0 gewonnen. Bestärkt dadurch, wurde dann auch noch der Berliner FC Stern 1889 herausgefordert. Das Spiel am 14. August 1910 wurde dann vor großer Zuschauermenge mit 6:1 verloren.

### Mitteldeutsche Meisterschaft bis zum Zweiten Weltkrieg
Am 14. Oktober 1911 wurde dann das Gau Elbe/Elster gegründet. Diese erste Saison 1911/12 wurde in dem Gau noch als Proberunde ohne Meister ausgespielt. Am Ende dieser Spielzeit landete der VfB mit 8:4 Punkten auf dem dritten Platz. Die nächste Saison, welche stark von zurückgezogenen Mannschaft geprägt und ohne Endrundenteilnehmer beendet wurde, ergab für den Verein schließlich mit 5:3 Punkten den zweiten Platz. Mit der verringerten Gegnerzahl endete die Saison 1913/14 dann erneut auf dem zweiten Platz, diesmal mit 9:3 Punkten. Aufgrund des Ersten Weltkriegs gab es im Gau des VfB dann in der nächsten Saison dann gar keinen Spielbetrieb. Bei den deutschen Leichtathletik-Meisterschaften 1920 erlangte der für den Verein startende Fritz Graßmann, dann noch die Silbermedaille im 5000-Meter-Lauf.
Erst zur Saison 1923/24, also 10 Jahre später, kam es für den Verein wieder zu einem geordneten Spielbetrieb im Gau. Diese erste Spielzeit schloss die Mannschaft dann mit 6:6 Punkten auf dem vierten Platz ab. Zur nächsten Spielzeit wurde die Gauliga, dann wieder in zwei Staffeln aufgeteilt. In der Staffel Elbe, erreichte der Verein dann mit erneut 6:6 Punkten den dritten Platz. Ähnliche Platzierungen folgten dann auch in den nächsten Jahren. Ab der Spielzeit 1927/28 wurde dann die Liga wieder eingleisig ausgetragen. Hier konnte die Mannschaft erneut dritter werden. Jedoch im Vergleich zur Vorsaison diesmal in einer Liga aus zehn Teilnehmern. Der gleiche Platz wurde dann erneut in der Saison 1928/29 eingefahren.
Das erste Mal den Gaumeistertitel erreichen, konnte die Mannschaft dann in der Saison 1929/30. In der Meisterschaftsendrunde war dann aber bereits in der 1. Vorrunde nach einer 9:2-Niederlage gegen den Riesaer SV Schluss. Zur Saison 1930/31 wurde die Gauliga Elbe/Elster mit der Gauliga Mulde vereint. Die Mannschaft wurde somit in die Staffel Elbe-Elster eingeordnet und belegte ein weiteres Mal den dritten Platz am Ende der Spielzeit. Am 26. August 1931 weihte die Stadt Herzberg dann eine neue Turnhalle sowie Sportplatzanlage ein. Als Pokalgegner im VMBV-Pokakl, hatte die Mannschaft dann sogar noch den VfB Leipzig erhalten. Das Spiel am 18. September 1931 wurde von 2000 Zuschauern gesehen und endete mit einer 0:3-Niederlage. Die letzte Spielzeit der Mitteldeutschen Fußballmeisterschaft endet nach der Saison 1932/33 dann mit 14:14 Punkten auf dem fünften Platz. Der VfB wurde danach in den Spielbetrieb der Gauliga Mitte eingegliedert. Aufgrund des Ausbruchs des Zweiten Weltkriegs wurde die Sportlerzahl stetig dezimiert. Aufgrund dessen spielten bald nur noch Jugendliche in der Mannschaft um den Spielbetrieb aufrechtzuerhalten.

### Zeit in der DDR

Wappen als BSG Herzberg 68

Nach dem Ende des Zweiten Weltkriegs wurde der Fußball durch die FDGB geprägt. Nach einer Zeit lang unorganisierten Spielen, formierte sich bereits 1946 wieder eine SG Herzberg. Über eine kurze Zeit als BSG Konsum Herzberg, folgte dann 1951 die Gründung als BSG Traktor Herzberg. Bis 1953 wurden die meisten Fußballspiele noch gegen Mannschaft aus West-Berlin sowie der BRD ausgetragen. Die weiteren Jahre spielte die Mannschaft dann lediglich in der Kreisklasse sowie einmal in der Bezirksklasse.
Nach Unstimmigkeiten in den Jahren 1967 und 1968 der Vereinsführung mit der Sektionsleitung Fußball. Beschloss der Verein auf einer Vorstandssitzung am 2. Dezember 1968 dann die Gründung eines neuen Vereins, der BSG Herzberg 68. Dieser neue Verein umfasste dann die Abteilungen Fußball, Kegeln und Schwimmen. Daraufhin konnten auch wieder höhere Leistungen erzielt werden.

### Zeit nach der Wende bis heute
Im Jahr 1990, benannte sich der Verein in Anlehnung an seinen früheren Namen in VfB Herzberg 68 um. Zu diesem Zeitpunkt unterhielt der Verein dann nur noch die Abteilungen Fußball und Kegeln.
In der Saison 2001/02 spielte der Verein in der Landesklasse Mitte und belegte dort mit 20 Punkten den siebten Platz. Nach der Belegung des 15. Platzes am Ende der Saison 2003/04 musste der Verein allerdings in die Kreisliga Elbe/Elster absteigen. Die erste Saison hier konnte der Verein mit 66 Punkten auf dem zweiten Platz abschließen. Jedoch gelang erst nach der Saison 2008/09 mit dem ersten Platz und 76 Punkten, wieder der Aufstieg in die Landesklasse. Zurück dort platzierte sich der Verein gleich mit 49 Punkten auf dem vierten Platz. In der mittlerweile Landesklasse Süd heißenden Liga spielt der Verein auch noch bis heute.

## Ehemalige Sportler
- Roland Freyer (* 1947), Jugendfußballspieler